# Wapen van Hennaard

Wapen van Hennaard

Het wapen van Hennaard is het dorpswapen van het Nederlandse dorp Hennaard, in de Friese gemeente Súdwest-Fryslân. Het wapen werd in 2001 geregistreerd.

## Beschrijving
De blazoenering van het wapen in het Fries luidt als volgt:
keperfoarmich trochsnien: a. yn blau in sulveren rút, oan wjerskanten ferlege beselskippe fan in gouden seispuntige stjer; b. yn sulver in reade roas.
De Nederlandse vertaling luidt als volgt:
kepervormig doorsneden: a. in blauw een zilveren ruit, aan weerskanten verlaagd vergezeld van een gouden zespuntige ster; b. in zilver een rode roos.
De heraldische kleuren zijn: azuur (blauw), zilver (zilver), goud (goud) en keel (rood).

## Symboliek
- Kepervormige doorsnijding: verwijst naar de herkomst van de naam "Hennaard", terug te voeren op "Hernwert". Dit betekent zoveel als hoekterp, wat uitgebeeld wordt door de keper.[2]
- Kleurstelling: ontleend aan het wapen van Hennaarderadeel, de gemeente waar het dorp eertijds tot behoorde. Daarnaast komen de kleuren voor op de wapens van de geslachten Sassinga en Roorda die de state Sassinga bij het dorp bewoond hebben.[2]
- Ruit: symbool voor het rechthuis dat in het dorp gestaan heeft.[2]
- Sterren: duiden op de leidende functie van het dorp. Tevens komen de sterren voor in het wapen van de familie Sassinga.[2]
- Roos: afkomstig van het wapen van het geslacht Roorda.[2]

Het wapen van Hennaarderadeel.

## Zie ook

Vlag van Hennaard